# ラージプタナ (船)
ラージプタナは、P&Oの客船。1926年進水。イギリスとイギリス領インド帝国間の航路に就航していた。
第二次世界大戦開戦で、「ラージプタナ」はイギリス海軍に徴用され仮装巡洋艦に改装された。そして、北大西洋で船団護衛に従事した。護衛した船団はBHX 42、BHX 45、BHX 49、BHX 52、BHX 54、BHX 61、BHX 64、BHX 71、BHX 83、BHX 94、BHX 101、BHX 111、BHX 117である。1941年4月13日、HX117船団の護衛を終えた「ラージプタナ」はデンマーク海峡でドイツ潜水艦「U108」の雷撃を受けた。「ラージプタナ」は沈没し42人が死亡。177人が駆逐艦「リージョン」と「ピオルン」によって救助された。